# Моторна Любов Олександрівна
Любов Олександрівна Моторна — українська фотохудожниця, громадська діячка у сфері культури, директор ТОВ «Громадське творче об'єднання «Ексклюзив», член Дорадчо-консультативної Ради Президії Української Ради Миру, член Національної спілки фотохудожників України.

## Вибрані праці
У 2008 перше місце на фотоконкурсі газети «День» здобула світлина Любові Моторної «Це на п'ять». Ця фотографія також неодноразово використовувалася для ілюстрації статей газети. Зображений на світлині шматок сала тримає українська поетеса, прозаїк і журналіст Тетяна Череп, яка працювала в той час директором Бобровицького районного історико-краєзнавчого музею.
Виставка праць Любові Моторної присв'ячена 1020–річці від Хрещення Київської Русі в 2008 році.
Любов Моторна призерка Всеукраїнського фотоконкурсу «Світ дитячої мрії».
Упродовж своєї трудової діяльності вона зробила вагомий особистий внесок у справу консолідації українського суспільства, розбудови демократичної, соціальної і правової держави, розвитку гуманітарної сфери та формування сучасної, орієнтованої на міжнародний діалог, духовно-культурної складової українського суспільства.
Продовжуючи кращі національні культурні традиції, Любов Олександрівна започаткувала і розвинула потужну подвижницьку роботу із відродження та пропаганди національного возвеличення мистецького таланту українського народу. Очоливши Український комерційний центр «Екстрагон» («Ексклюзив», як з «легкої руки» нарекли його представники ЗМІ), вона віддала йому понад 25 років свого життя. Завдяки особистому внеску Любові Олександрівни центр зібрав високопрофесійних, самобутніх митців, які, живлячись від народної творчості і ремесел, творять багатогранні мистецькі вироби, що не залишають байдужими жодну людину.
Досвід роботи та професійні знання Любов Олександрівни дали їй можливість правильно визначити пріоритети, щоб забезпечити популяризацію національної народної творчості, музейної справи, професійного мистецтва, особливо на селі. Вона сприяла збереженню і подальшому розвитку музейних закладів, закладів культури, їх кадрового потенціалу.
Особистою заслугою Моторної Л.О. є створення мережі художніх осередків – окремих мистецьких підрозділів, які діють у 33 містах і селах України. Своєю відданістю справі, справжнім патріотизмом, щирою любов`ю до своєї країни та її добрих традицій Любов Олександрівна, як талановитий організатор і менеджер, спрямовує роботу осередків на відродження мистецтва, успадкованого від пращурів. Власним прикладом вона запровадила ретельний збір унікальних, майже втрачених народних реліквій, їх відродження та системне проведення виставок місцевими краєзнавчими музеями міст і сіл України, за підсумками яких організовує столичні та закордонні виставкові заходи, що популяризують Україну, формують її привабливий імідж, дозволяють вітчизняній громадськості і світовій спільноті ознайомитися із надбанням багатьох поколінь українців, долучитися до збагачення української культурної спадщини.
Реалізація чисельних заходів щодо стабілізації і поліпшення роботи закладів культури і мистецтва у регіонах країни дала змогу призупинити відтік кваліфікованих фахівців з галузі, залучити талановиту творчу молодь.
А такі культурологічні проекти як «Хвала рукам, що пахнуть хлібом», «Благословенна даром золотим», «Шедеври української душі», «Золота голка України» та інші набули статусу всеукраїнських і міжнародних.
Моторна Л.О. – учасник парламентської діяльності, яка стосується української культури, її стану та перспектив розвитку. Вона – автор проектів і художній керівник великих мистецьких акцій, серед яких персональні творчі звіти знаних майстрів та художніх колективів народної творчості. Реалізуючи не комерційні проекти без рекламної підтримки, Любов Олександрівна, водночас, сприяла висвітленню актуальних проблем та досягнень сфери української культури провідними засобами масової інформації. Зокрема, виходу багатьох публікацій та сюжетів на сторінках періодичних видань: «День», «Культура і життя», «Українська культура», електронних інформагенцій: «Укрінформ», «Уніан», «Лігаінформ» та у ефірах вітчизняного радіо і телебачення «Ера», «Інтер», «1+1», «5 канал», «СТБ», «Київ» тощо.
Моторна Любов Олександрівна володіє на додаток до інших своїх талантів, одним із досить рідкісних: здатністю співчувати людським стражданням та негараздам. Серед широкого загалу вона відома як людина, небайдужа до чужих проблем. Через своє родинне хобі – фотографію – вміє знайти шляхи у їх розв`язанні. У середовищі дітей, залишених своїми батьками, вона відома як рятівниця, порадниця, годувальниця. Є і такі дітлахи, що зазнавши тяжких невідворотних втрат батьків, завдяки втручанню саме Любов Олександрівні знайшли нові сім`ї – щасливі родини.
Крім того, Моторна Л.О. багато працює для творчого розвитку талановитих підлітків, надання їм практичної та теоретичної допомоги: сприяє організації майстер-класів, навчальних центрів. Започаткований Любов Олександрівною новий напрямок роботи з молоддю, вже зібрав тисячі заяв від студентської та школярської молоді, яка прагне навчатися у майстрів їхньої справи.
Вроджений дар та здібності, які розвинулись упродовж професійної діяльності, позиціонують Моторну Л.О., як Людину, котра відчуває себе відповідальною за долю українського народу та його культуру. Її мислення, світосприйняття походить від переконання в тому, що усі люди, усі обставини суспільного життя тісно пов`язані між собою. Постійно знаходячись у невтомному пошуку новаційних форм роботи, Любов Олександрівна має на меті підвищення ефективності досягнутих результатів, істотними компонентами чого є розвиток культури миру – толерантного ставлення до носіїв іншої культури та міжкультурного діалогу.
Праця Моторної Любов Олександрівни відзначена чисельними дипломами, державними нагородами України, інших держав, релігійних громад.
Більше 150 статей української преси, програм українського радіо під лозунгом «Обличчям до людей», телебачення, як центральне, а також тих міст і сіл, де проходять по сьогоднішній день найцікавіші свята, збираючи людей різного віку, висвітлюють події та проекти Моторної Л.О., надихаючи людей на творчу працю, патріотизм.